# 425 f.Kr.

## Händelser

### Efter plats

#### Persiska riket
- Artaxerxes I, den akemenidiske kungen av Persiska riket, efterträds av sin son Xerxes II.

#### Grekland
- Demosthenes erövrar och befäster hamnen i Pylos på Peloponnesos, vilket ger Aten en stark bas nära Sparta. Under tiden landstiger en spartansk armé, under Brasidas befäl, på den närbelägna ön Sfakteria, men slås tillbaka av atenarna. En atensk flotta, hopsamlad av Demosthenes, instänger den spartanska flottan i Navarinobukten.
- Kleon går samman med Demosthenes i de atenska truppernas invasion av Sfakteria. Det efterföljande slaget vid Pylos ger atenarna en seger, som leder till att många spartanska trupper kapitulerar. Pylos kvarstår i atenska händer och används som bas för räder mot spartanskt territorium och som tillflyktsort för flyende spartanska heloter.
- Sedan fredsförhandlingarna mellan Aten och Sparta har misslyckats blir ett antal spartaner, som är strandsatta på ön Sfakteria efter slaget vid Pylos, anfallna av en atensk styrka under Kleon och Demosthenes. Slaget på Sfakteria, som blir följden av detta, leder till att atenarna vinner ytterligare en seger över spartanerna. Spartanerna söker fred, men den atenske ledaren Kleon övertalar Aten att vägra.

#### Kina
- Zhou wei lie wang blir kung av den kinesiska Zhoudynastin.

### Efter ämne

#### Arkitektur
- Kallikrates börjar bygga Athena Nikes tempel på Akropolis i Aten (omkring detta år). Mellan 410 och 407 f.Kr. är templet omgett av en balustrad.

#### Konst
- Vad vissa historiker kallar den Rika stilen inleds i Grekland.

## Avlidna
- Artaxerxes I, kung av Persiska riket sedan 464 f.Kr.
- Herodotos från Halikarnassos, dorisk grekisk historiker (död omkring detta år; född 484 f.Kr.)